# Atexcal, Veracruz
Atexcal är en ort i Mexiko.   Den ligger i kommunen Platón Sánchez och delstaten Veracruz, i den sydöstra delen av landet, 220 km norr om huvudstaden Mexico City. Atexcal ligger 93 meter över havet och antalet invånare är 319.
Terrängen runt Atexcal är platt åt nordost, men åt sydväst är den kuperad. Runt Atexcal är det ganska tätbefolkat, med 108 invånare per kvadratkilometer. Närmaste större samhälle är Huejutla de Reyes, 15,9 km söder om Atexcal. Trakten runt Atexcal består till största delen av jordbruksmark.